# Echrarda (délégation)
Echrarda est une délégation tunisienne dépendant du gouvernorat de Kairouan.
En 2004, elle compte 25 903 habitants dont 12 600 hommes et 13 303 femmes répartis dans 5 097 ménages et 6 130 logements.